# A Girl in Every Port
A Girl In Every Port is een Amerikaanse stomme film uit 1928 onder regie van Howard Hawks. Het personage dat Louise Brooks in deze film speelt, is haar meest populaire personage uit de tijd van de stomme film.

## Verhaal
Spike en Salami zijn twee matrozen en tevens de beste vrienden. In elke nieuwe haven hebben ze een andere vrouw. Als hun vriendin Marie uit Parijs hierachter komt, wordt ze jaloers en doet ze er alles aan deze vriendschap te verbreken.

## Rolverdeling
| Acteur           | Personage             |
| ---------------- | --------------------- |
| Louise Brooks    | Marie                 |
| Victor McLaglen  | Spike Madden          |
| Robert Armstrong | Salami                |
| Leila Hyams      | Vrouw van een Matroos |
| Francis McDonald | Gang Leider           |
| Sally Rand       | Vrouw in Bombay       |